# Södra Sandsjön
Södra Sandsjön är en sjö i Tanums kommun i Bohuslän och ingår i Örekilsälvens huvudavrinningsområde. Sjön är 5,3 meter djup, har en yta på 0,009 kvadratkilometer och befinner sig 155 meter över havet.